# Negru Vodă (Constanța)
Negru Vodă (pronunciat en romanès: [ˌNeɡru ˈvodə], noms històrics: Caraomer, en turc: Karaömer) és una ciutat del comtat de Constanța, al nord de Dobruja, al sud-est de Romania. La ciutat és a prop de la frontera amb Bulgària i hi ha un pas fronterer que uneix Negru Vodă amb el poble búlgar Kardam. Es va convertir oficialment en una ciutat el 1989, com a resultat del programa de sistematització rural romanès.
El nom deriva probablement del llegendari Radu Negru (també conegcom acom Negru Vodă, el "Príncep Negre"), fundador i governant de Valàquia.
Té una superfície de 27,19 km².

## Administració
Els pobles següents són administrats per la ciutat de Negru Vodă:
- Darabani (noms històrics: Daulchioi, en turc: Davulköy)
- Vâlcele (noms històrics: Valalî, en turc: Valalı)

Tot i que encara es menciona als documents oficials com a part del municipi, el poble de Grăniceru (noms històrics: Canlî Ciucur, en turc: Kanlı Çukur), situat a 43° 47′ 34″ N, 28° 15′ 48″ E / 43.792845°N,28.263239°E, actualment està desert.

## Demografia
Segons el cens del 2011, a Negru Vodă hi vivien 4.698 romanesos (95,24%), 160 gitanos (3,24%), 43 turcs (0,87%), 28 tàtars (0,57%) i 4 altres (0,08%).

## Galeria

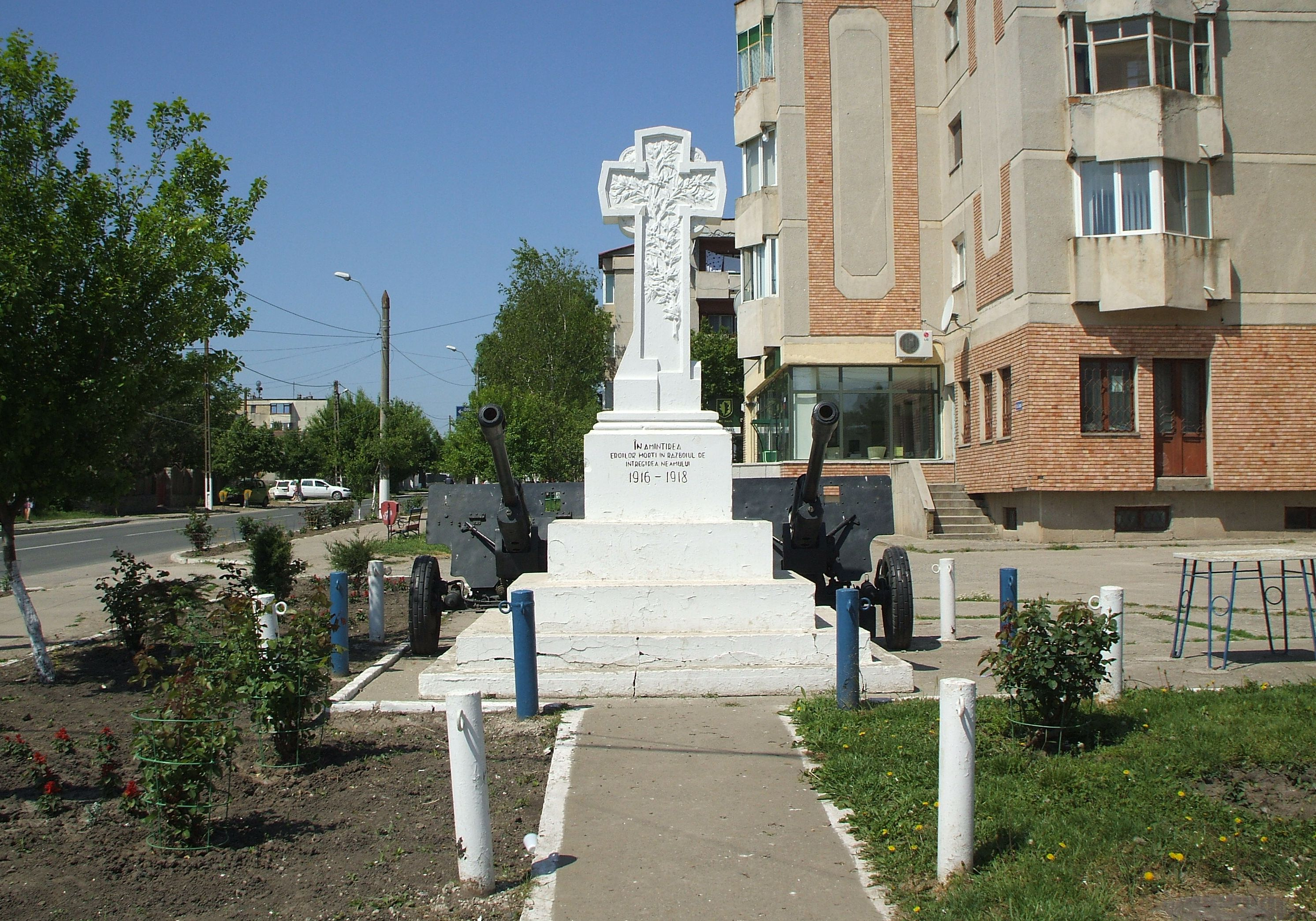
Memorial de la Primera Guerra Mundial